# Петко Славейков (село)
Пе́тко Славе́йков (болг. Петко Славейков) — село в Габровській області Болгарії. Входить до складу общини Севлієво. Назване на честь видатного письменника, зачинателя нової болгарської поезії Петка Славейкова.

## Населення
За даними перепису населення 2011 року в селі мешкало 1070 осіб.
Етнічний склад населення села:
| Національність   | Кількість осіб | Відсоток |
| ---------------- | -------------- | -------- |
| турки            | 777            | 73,2%    |
| болгари          | 265            | 25,0%    |
| інша             | 0              | 0%       |
| Всього відповіли | 1061           |          |

Розподіл населення за віком у 2011 році:
Динаміка населення: